# Gerland (Côte-d’Or)
Gerland ist eine französische Gemeinde mit 441 Einwohnern (Stand: 1. Januar 2022) im Département Côte-d’Or in der Region Bourgogne-Franche-Comté. Sie gehört zum Arrondissement Beaune und zum Kanton Nuits-Saint-Georges. 
Das Gemeindegebiet wird vom Fluss Meuzin durchquert. Die Gemeinde grenzt im Nordwesten an Agencourt, im Norden an Boncourt-le-Bois, im Nordosten an Villebichot, im Osten an Saint-Nicolas-lès-Cîteaux, im Südosten an Broin, im Süden an Argilly und im Westen an Quincey.

## Bevölkerungsentwicklung
| Jahr                       | 1962 | 1968 | 1975 | 1982 | 1990 | 1999 | 2008 | 2015 |
| -------------------------- | ---- | ---- | ---- | ---- | ---- | ---- | ---- | ---- |
| Einwohner                  | 154  | 201  | 211  | 275  | 322  | 355  | 410  | 421  |
| Quellen: Cassini und INSEE |      |      |      |      |      |      |      |      |

## Sehenswürdigkeiten

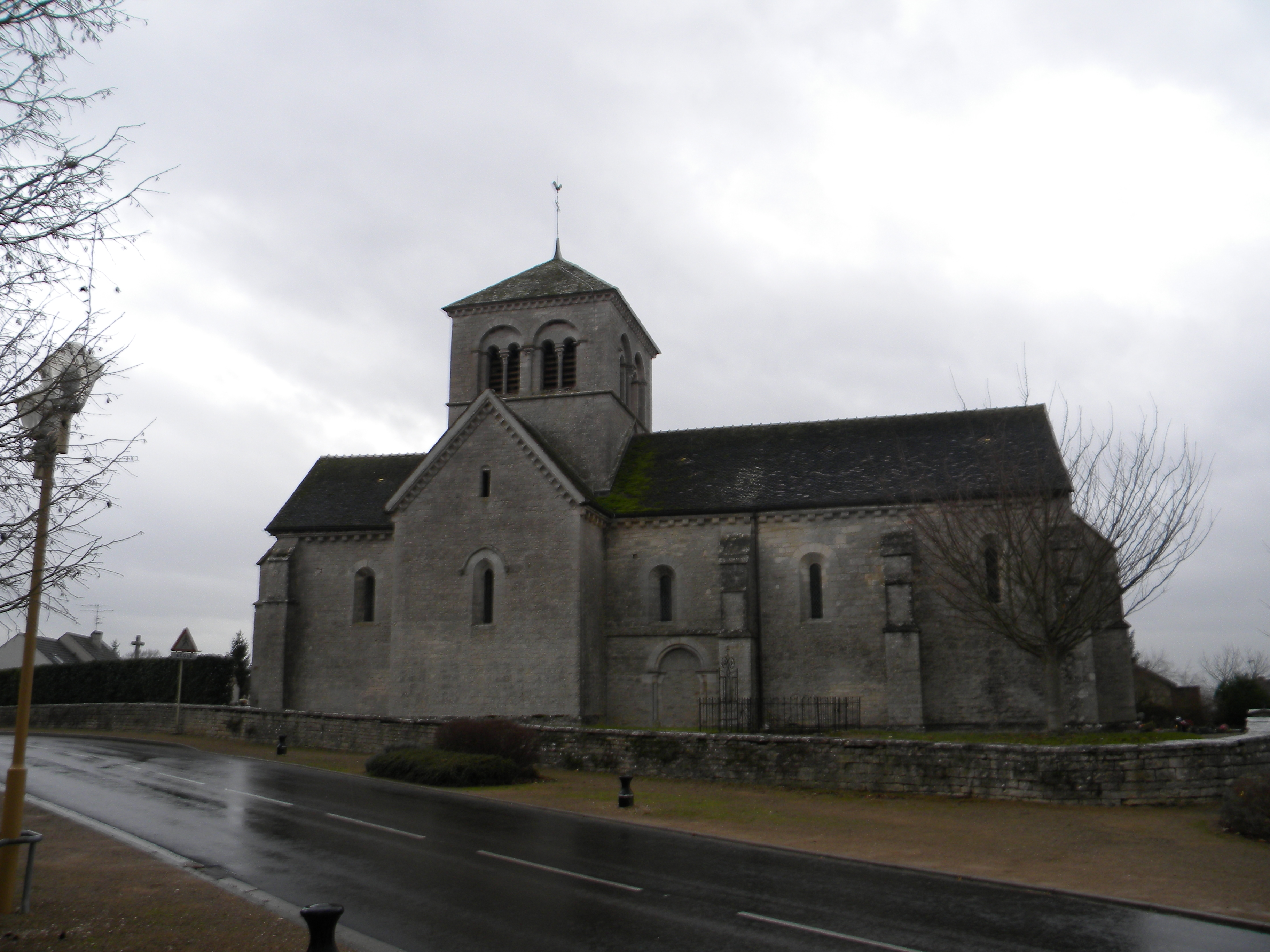
Kirche Saint-Pierre

- Kirche Saint-Pierre, Monument historique seit 1925